# Borne fleurdelysée no 38 (La Chapelle-Saint-Sulpice)
La borne fleurdelysée no 38 est un monument situé à La Chapelle-Saint-Sulpice, en France.

## Description
Le monument est conservé à Vulaines-lès-Provins, sur la route nationale 19.

## Historique
La borne a été érigée au XIXe siècle.
Le monument est classé au titre des monuments historiques depuis le 24 avril 1964.